# Тірям
Тірям (рум. Tiream) — село у повіті Сату-Маре в Румунії. Адміністративний центр комуни Тірям.
Село розташоване на відстані 450 км на північний захід від Бухареста, 36 км на південний захід від Сату-Маре, 126 км на північний захід від Клуж-Напоки.

## Населення
За даними перепису населення 2002 року у селі проживали 1615 осіб.
Національний склад населення села:
| Національність | Кількість осіб | Відсоток |
| -------------- | -------------- | -------- |
| угорці         | 672            | 41,6%    |
| румуни         | 471            | 29,2%    |
| німці          | 332            | 20,6%    |
| цигани         | 136            | 8,4%     |

Рідною мовою назвали:
| Мова      | Кількість осіб | Відсоток |
| --------- | -------------- | -------- |
| угорська  | 1044           | 64,6%    |
| румунська | 471            | 29,2%    |
| німецька  | 96             | 5,9%     |